# Кръстьо Станишев
Кръстьо Иванов Станишев е български поет, преводач на поезия, автор за деца. Издал е над четиридесет книги за деца и няколко десетки – преводна поезия от руски и немски.

## Биография
Кръстьо Иванов Станишев е роден на 12 май 1933 година в град Бургас в семейство на бежанци от Егейска Македония. Завършва Българска филология в Софийския университет. Работи като редактор във в. „Литературен фронт“, сп. „Родна реч“, издателство „Български писател“, директор е на издателска къща „Цанко Церковски“ от 1991 до 1997 година.
Първият пълен превод на Гьотевия „Фауст“ (I, II ч.) е негово дело (1980). Превежда поезия предимно от немски (поети от 17 до 21 век), между които: Мартин Опиц, Андреас Грифиус, Фридрих Готлиб Клопщок, Фридрих Хьолдерлин, Новалис, Едуард Мьорике, Николаус Ленау, Николаус Велтер, Вилхелм Сабо, Йозеф Лайтгеб, Томас Бернхард, Алоис Фогел, Кристине Лавант, Фридрих Дюренмат, Кристине Буста, Рудолф Хенц и много други. Отличаван е с множество български и международни награди за поезия, поетически превод и детска литература. Член на БСП. Почетен гражданин на град Бургас (2004).
Кръстьо Станишев е автор на повече от петнадесет поетични книги, между които: „Лицето на света“ (1960), „Виждане“ (1965), „Въведение“ (1967), „Митология“ (1968), „Любовна грижа“ (1974), „Отворени врати“ (1979), „Крипта“ (1980), „Свидетел на душата“ (1983), „Помилуй нас“ (1998), „Грабнат на облак“ (1999), „Понтийски елегии“ (2003), „Елегии“ (2008) и др.

### Поезия
- Лицето на света. 1960.
- Виждане. 1965.
- Въведение. 1967.
- Митология. 1968.
- Любовна грижа. 1974.
- Отворени врати. Избрано. 1979.
- Крипта. Исторически стихотворения. 1980.
- Свидетел на душата. Избрани стихотворения. Български писател, 1983, 156 с.
- Кой ще каже. 1984.
- Селска къща. Стихотворения. 1985.
- Лично стопанство. Стихотворения. 1988.
- Отворени врати. 1989.
- Помилуй нас. 1998.
- Грабнат на облак. 1999.
- Понтийски елегии. 2003.
- Елегии. Избрани стихотворения. 2008.
- Глас в пустиня. Нови стихотворения. 2011.